# Triblidiales
De Thelebolales vormen een orde van de klasse der Leotiomycetes, behorend tot de onderstam Pezizomycotina.

## Taxonomie
- Orde: Thelebolales
  - Familie: Thelebolaceae